# KRT80
KRT80‏ (Keratin 80) هوَ بروتين يُشَفر بواسطة جين KRT80 في الإنسان.